# Vorstendom Halberstadt
Het vorstendom Halberstadt was een tot de Neder-Saksische Kreits behorend prinsbisdom, later vorstendom binnen het Heilige Roomse Rijk.
Omstreeks 827 werd in Halberstadt het gelijknamige bisdom gesticht met als doel de missionering van het zuidelijk deel van Saksen. Het bisdom behoorde tot de kerkprovincie Mainz.
In 996 verwierf het bisdom de markt, de tol en de ban van Halberstadt. Van keizer Hendrik III kreeg het bisdom grafelijke rechten (1052 het graafschap in de Harzgouw). Hieruit ontstond een bescheiden territorium. 
Van 1479 tot 1566 was het bisdom met het aartsbisdom Maagdenburg verbonden. In die periode werd in 1541 de Reformatie ingevoerd. 
Paragraaf 1 van artikel 11 van de Vrede van Osnabrück van 1648 kende het bisdom Halberstadt als rijksleen toe aan het keurvorstendom Brandenburg. Dit als compensatie voor de afstand van de rechten op Voor-Pommeren en Rügen. Het artikel verplichtte Brandenburg de geestelijke heerlijkheden en het domkapittel te laten voortbestaan. 

## Bezit
- Kreis Halberstadt met de stad Halberstadt, de ambten Halberstadt, Gröningen, Kloster-Gröningen en Schlanstedt, het graafschap Regenstein en acht adellijke gerechten.
- Kreis Ascherleben met de stad Ascherleben, de gerechten Gatersleben, Hausneindorf, Ermsleben en Konradsburg, het domkapittelambt Schneidlingen en de ambten Wieningen en Freckenstein.
- Kreis Oschersleben-Weferlingen met de ambten Oschersleben, Krottorf, Emmeringen en Weferlingen
- Kreis Osterwieck-Hornburg met de stad Osterwieck, het domkapittelambt Zilly en de ambten Hornburg, Wülperode, Stötterlingen en Dardesheim.
- Heerlijkheid Derenburg.

## Regenten
- 809- 827: Hildegrim I
- 827- 840: Thiatgrim
- 840- 853: Haymo van Halberstadt
- 853- 886: Hildegrim II
- 886- 894: Agiulf
- 894- 923: Sigismund
- 926- 968: Bernhard
- 968- 996: Hildeward
- 996-1023: Arnulf
- 1023-1059: Burchard I
- 1059-1088: Burchard II
- 1085     : Hamezo (tegenbisschop)
- 1089-1089: Dietmar
- 1090-1102: Herrand
- 1090-1106: Frederik (tegenbisschop)
- 1107-1123: Reinhard van Blankenburg
- 1123-1135: Otto (van Kuditz?)
- 1136-1149: Rudolf
- 1149-1160: Ulrich (eerste maal)
- 1160-1177: Gero van Schochwitz
- 1177-1181: Ulrich (tweede maal)
- 1181-1193: Dietrich van Krosigk
- 1193-1201: Gardolf van Harbke
- 1201-1208: Koenraad van Krosigk
- 1209-1236: Frederik van Kirchberg
- 1236-1241: Ludolf van Schladen
- 1241-1252: Meinhard van Kranichfeld
- 1253-1255: Ludolf II van Schladen (door de paus niet erkend)
- 1255-1296: Volrad van Kranichfeld
- 1296-1304: Herman van Blankenburg
- 1304-1324: Albrecht I van Anhalt
- 1324-1358: Albrecht II van  Brunswijk-Lüneburg
- 1324-1343: Giselbrecht van Holstein (tegenbisschop)
- 1346-1356: Albrecht van Mansfeld
- 1357-1366: Lodewijk van Meissen
- 1366-1390: Albrecht III van Rikmersdorf (Berge)
- 1390-1399: Ernst I van Honstein
- 1401-1406: Rudolf van Anhalt
- 1407-1411: Hendrik van Warberg
- 1411-1419: Albrecht van Wernigerode
- 1419-1437: Johannes van Hoym
- 1437-1458: Burchard van Warberg
- 1458-1479: Gebhard van Hoym
- 1480-1513: Ernst II van Saksen (katholiek administrator)
- 1513-1545: Albrecht van Brandenburg
- 1545-1550: Johan Albrecht VI van Brandenburg
- 1550-1552: Frederik van Brandenburg
- 1552-1566: Sigismund II van Brandenburg
- 1566-1613: Hendrik Julius van Brunswijk (evangelisch administrator
- 1613-1616: Rudolf van Brunswijk (evangelisch administrator)
- 1616-1623: Christiaan van Brunswijk (evangelisch administrator)
- 1624-1628: Christiaan Willem van Brandenburg (evangelisch administrator)
- 1628-1648: Leopold Willem van Oostenrijk (katholiek)